# Rudy Zdziś i biały miś
Rudy Zdziś i biały miś (tytuł oryg. Honzík a Samuel) – serial animowany produkcji czeskiej wyprodukowany w 2005 roku. W Polsce emitowany jest na kanale TVP Polonia w Dobranocce od 18 stycznia 2010 roku.

## Fabuła
Serial opowiada o chłopcu imieniem Honzik i jego przyjaciela Samuela - misia polarnego, którzy przeżywają niesamowite przygody.

## Bohaterowie
- Honzik – chłopiec.
- Samuel – miś polarny. Opiekun Honzika.